# 金喆元
金 喆元（キム・チョルウォン、김철원、1984年1月22日 - ）は、大韓民国出身のラグビー選手。

## プロフィール
- ポジションはスクラムハーフ(SH)。
- 血液型はB型。
- 身長 171cm、体重 76kg
- 日本代表キャップは2。（2015年9月現在）
- 愛称は「チョル」「チョリさん」
- 現在は日本国籍を取得。日本名は金哲元（キム・チョルウォン）。所属していた近鉄ライナーズと同じく「きんてつ」となるようにした。

## 経歴
養正高校から朝明高校に留学。
大阪体育大学に進学し、4年次の2006年度には全国選手権でベスト4入り。京都産業大学の徐忠植とともに韓国出身者として初めて国立の舞台に立った。
大学卒業後の2007年、近鉄ライナーズに加入。
同年、日本代表スコッドに選ばれ、ワールドカップの補欠メンバーとなり、フィジー戦で負傷した矢富勇毅に代わり正式メンバーに昇格した。